# Eishockey-Weltmeisterschaft der U20-Junioren 2017
Die 41. Eishockey-Weltmeisterschaften der U20-Junioren der Internationalen Eishockey-Föderation IIHF war die Eishockey-Weltmeisterschaften des Jahres 2017 in der Altersklasse der Unter-Zwanzigjährigen (U20). Insgesamt nahmen zwischen dem 11. Dezember 2016 und dem 22. Januar 2017 42 Nationalmannschaften an den sechs Turnieren der Top-Division sowie der Divisionen I bis III teil. Mit der Republik China (Taiwan), die erstmals seit 2011 wieder eine U20-Mannschaft meldete, und Japan, das im Vorjahr kurzfristig zurückgezogen hatte, spielten zwei asiatische Mannschaften, die zuletzt nicht an der Weltmeisterschaft teilgenommen hatten, wieder mit.
Der Weltmeister wurde zum vierten Mal die Mannschaft der Vereinigten Staaten, die im Finale die nordamerikanischen Nachbarn und Gastgeber aus Kanada mit 5:4 nach Penaltyschießen bezwingen konnte und damit ihren ersten Titel seit 2013 erringen konnten. Platz drei belegte die Mannschaft aus Russland, die Schweden im Spiel um Bronze mit 2:1 nach Verlängerung bezwang. Die Schweiz belegte in der Top-Division den 4. Platz in ihrer Vorrundengruppe und verlor anschließend ihr Viertelfinale gegen die USA, womit sie in der Endabrechnung Achter wurde. Deutschland und Österreich belegten in der Gruppe A der Division I die Plätze zwei und fünf.

## Teilnehmer, Austragungsorte und -zeiträume
- Top-Division: 26. Dezember 2016 bis 5. Januar 2017 in Montreal, Québec und Toronto, Ontario, Kanada
Teilnehmer:  Dänemark,  Finnland (Titelverteidiger),  Kanada,  Lettland (Aufsteiger),  Russland,  Schweden,  Schweiz,  Slowakei,  Tschechien,  USA

- Division I
  - Gruppe A: 11. bis 17. Dezember 2016 in Bremerhaven, Deutschland
Teilnehmer:  Belarus (Absteiger),  Deutschland,  Frankreich (Aufsteiger),  Kasachstan,  Norwegen,  Österreich
  - Gruppe B: 11. bis 17. Dezember 2016 in Budapest, Ungarn
Teilnehmer:  Großbritannien,  Italien (Absteiger),  Polen,  Slowenien,  Ukraine,  Ungarn (Aufsteiger)

- Division II
  - Gruppe A: 11. bis 17. Dezember 2016 in Tallinn, Estland
Teilnehmer:  Estland,  Japan (Absteiger; erste Teilnahme seit 2015),  Kroatien,  Litauen,  Niederlande,  Rumänien (Aufsteiger)
  - Gruppe B: 7. bis 13. Januar 2017 in Logroño, Spanien
Teilnehmer:  Australien,  Belgien,  Mexiko (Aufsteiger),  Serbien,  Spanien,  Südkorea (Absteiger)

- Division III: 15. bis 24. Januar 2017 in Dunedin, Neuseeland
Teilnehmer:  Bulgarien,  Republik China (Taiwan) (erste Teilnahme seit 2011),  Volksrepublik China (Absteiger),  Island,  Israel,  Neuseeland,  Südafrika,  Türkei

## Modus
Die Eishockey-Weltmeisterschaft wurde in insgesamt sechs Turnieren mit unterschiedlicher Teilnehmerstärke ausgespielt. Die Top-Division spielte mit zehn Mannschaften, die Divisionen I und II mit je zwölf und die Division III mit acht Teilnehmern.
In den Divisionen I und II wurden die jeweils zwölf Mannschaften in je zwei Gruppen zu sechs Teams aufgeteilt. Die Division III spielte aufgrund der Wiederteilnahme der Republik China (Taiwan) an einem Austragungsort in zwei Gruppen mit je vier Mannschaften.
Aus der Top-Division stieg der Letztplatzierte der Relegationsrunde in die Gruppe A der Division I ab. Aus selbiger stieg der Erstplatzierte zum nächsten Jahr in die Top-Division auf, während der Sechstplatzierte in die Gruppe B der Division I abstieg. Im Gegenzug stieg der Gewinner der Division I B in die Division I A auf. Aus der Division I B stieg ebenfalls der Letzte in die Division II A ab. Die Aufstiegsregelung der Division I B mit einem Auf- und Absteiger galt genauso für die Division II A und II B. Aufgrund der Einführung einer Qualifikation zur Division III im folgenden Jahr stiegen zwei Mannschaften aus der Division III ab.

## Top-Division
Die Top-Division der U20-Weltmeisterschaft wurde vom 26. Dezember 2016 bis zum 5. Januar 2017 in den kanadischen Städten Montreal und Toronto ausgetragen. Gespielt wurde im Centre Bell (21.273 Plätze) in Montreal sowie in der Air Canada Centre mit 19.746 Plätzen in Toronto. Insgesamt besuchten 257.882 Zuschauer die 30 Turnierspiele, was einem Schnitt von 8.596 pro Partie entspricht.
Am Turnier nahmen zehn Nationalmannschaften teil, die in zwei Gruppen zu je fünf Teams spielten. Dabei setzten sich die beiden Gruppen nach den Platzierungen der Nationalmannschaften bei der Weltmeisterschaft 2016 nach folgendem Schlüssel zusammen:
| Gruppe A (Montreal) | Gruppe B (Toronto) |
| Finnland (1)        | Russland (2)       |
| Schweden (4)        | USA (3)            |
| Tschechien (5)      | Kanada (6)         |
| Dänemark (8)        | Slowakei (7)       |
| Schweiz (9)         | Lettland (10)      |

Die U20-Auswahl der Vereinigten Staaten besiegte den Nachbarn und Gastgeber Kanada mit 5:4 nach Penaltyschießen im Finale des Turniers und gewann damit ihren vierten U20-Weltmeistertitel, zuletzt waren die US-Amerikaner im Jahr 2013 Weltmeister geworden. Für die Kanadier blieb damit lediglich der zweite Platz. Die russische Juniorennationalmannschaft gewann das Spiel um den dritten Platz gegen Schweden mit 2:1 nach Verlängerung. Lettland stieg als Verlierer der Relegation gegen die finnische Mannschaft in die Division I, Gruppe A ab, während Belarus in die Top-Division aufstieg. Der finnische Verband entließ nach den ersten drei Vorrundenspielen, die sämtlich verloren wurden, Cheftrainer Jukka Rautakorpi und ersetzte ihn durch Jussi Ahokas, der im Vorjahr die finnische U18-Auswahl zum Weltmeistertitel gebracht hatte.

### Modus
Nach den Gruppenspielen – jede Mannschaft bestritt vier davon – der Vorrunde qualifizierten sich die vier Erstplatzierten jeder Gruppe für das Viertelfinale, das dann ebenso wie die weiteren Runden im K.-O.-System ausgetragen wurde. Die Fünften der Gruppenspiele bestritten eine Relegation nach dem Modus „Best-of-Three“ und ermittelten dabei den Absteiger in die Division I, Gruppe A.

### Austragungsorte
| Montreal |

| Toronto |

| Montreal |

| Toronto |

### Vorrunde

#### Gruppe A
| 26. Dezember 2016 13:00 Uhr (Ortszeit) | 26. Dezember 2016 19:00 Uhr (MEZ) | Schweden A. Nylander (10:11) J. Eriksson Ek (18:24) J. Dahlén (24:30) C. Grundström (26:26) R. Dahlin (33:12) A. Nylander (38:22) | 6:1 (2:0, 4:0, 0:1) Spielbericht | Dänemark N. Krag (57:53) | Centre Bell, Montreal Zuschauer: 4.518 |

| 26. Dezember 2016 17:00 Uhr | 26. Dezember 2016 23:00 Uhr | Tschechien D. Krenželok (4:27) M. Špaček (58:42) | 2:1 (1:1, 0:0, 1:0) Spielbericht | Finnland J. Luoto (8:46) | Centre Bell, Montreal Zuschauer: 4.703 |

| 27. Dezember 2016 13:00 Uhr | 27. Dezember 2016 19:00 Uhr | Tschechien R. Koblížek (45:02) F. Chlapík (50:41) F. Chlapík (59:44) | 3:4 n. V. (0:0, 0:2, 3:1, 0:1) Spielbericht | Schweiz L. In-Albon (29:19) C. Thürkauf (36:03) D. Riat (48:34) N. Hischier (60:23) | Centre Bell, Montreal Zuschauer: 4.683 |

| 27. Dezember 2016 17:30 Uhr | 27. Dezember 2016 23:30 Uhr | Dänemark W. Boysen (5:20) D. Madsen (17:40) J. Blichfeld (35:53) | 3:2 (2:0, 1:0, 0:2) Spielbericht | Finnland U. Vaakanainen (44:17) K. Björkqvist (55:30) | Centre Bell, Montreal Zuschauer: 4.733 |

| 28. Dezember 2016 17:00 Uhr | 28. Dezember 2016 23:00 Uhr | Schweiz J. Siegenthaler (5:08) C. Thürkauf (26:17) | 2:4 (1:2, 1:0, 0:2) Spielbericht | Schweden J. Eriksson Ek (4:13) L. Andersson (6:38) J. Eriksson Ek (54:52) L. Carlsson (57:11) | Centre Bell, Montreal Zuschauer: 5.630 |

| 29. Dezember 2016 13:00 Uhr | 29. Dezember 2016 19:00 Uhr | Dänemark J. Blichfeld (28:41) N. Krag (53:36) M. From (60:47) | 3:2 n. V. (0:1, 1:1, 1:0) Spielbericht | Tschechien M. Nečas (7:56) F. Hronek (30:29) | Centre Bell, Montreal Zuschauer: 4.536 |

| 29. Dezember 2016 17:30 Uhr | 29. Dezember 2016 23:30 Uhr | Finnland A. Räsänen (16:35) | 1:3 (1:0, 0:1, 0:2) Spielbericht | Schweden L. Andersson (32:16) A. Nylander (41:24) A. Nylander (59:00) | Centre Bell, Montreal Zuschauer: 9.062 |

| 30. Dezember 2016 17:00 Uhr | 30. Dezember 2016 23:00 Uhr | Schweiz N. Hischier (17:56) Y. Zehnder (26:29) N. Eggenberger (32:26) Y. Zehnder (43:35) M. Miranda (PS) | 5:4 n. P. (1:3, 2:1, 1:0, 0:0, 1:0) Spielbericht | Dänemark A. True (0:20) J. Blichfeld (3:45) N. Andersen (13:40) M. From (20:28) | Centre Bell, Montreal Zuschauer: 6.006 |

| 31. Dezember 2016 13:00 Uhr | 31. Dezember 2016 19:00 Uhr | Schweden R. Asplund (0:37) J. Dahlén (8:56) J. Lööke (16:46) J. Dahlén (37:09) J. Dahlén (43:34) | 5:2 (3:0, 1:0, 1:2) Spielbericht | Tschechien D. Kaše (53:09) F. Hronek (57:28) | Centre Bell, Montreal Zuschauer: 6.259 |

| 31. Dezember 2016 17:30 Uhr | 31. Dezember 2016 23:30 Uhr | Finnland A. Räsänen (24:35) E. Tolvanen (33:53) | 2:0 (0:0, 2:0, 0:0) Spielbericht | Schweiz | Centre Bell, Montreal Zuschauer: 4.013 |

| Pl. |            | Sp | S | OTS | OTN | N | Tore  | Punkte |
| 1.  | Schweden   | 4  | 4 | 0   | 0   | 0 | 18:06 | 12     |
| 2.  | Dänemark   | 4  | 1 | 1   | 1   | 1 | 11:15 | 6      |
| 3.  | Tschechien | 4  | 1 | 0   | 2   | 1 | 09:13 | 5      |
| 4.  | Schweiz    | 4  | 0 | 2   | 0   | 2 | 11:13 | 4      |
| 5.  | Finnland   | 4  | 1 | 0   | 0   | 3 | 06:08 | 3      |

Abkürzungen: Pl. = Platz, Sp = Spiele, S = Siege, OTS = Siege nach Verlängerung (Overtime) oder Penaltyschießen, OTN = Niederlagen nach Verlängerung oder Penaltyschießen, N = Niederlagen

Erläuterungen: Viertelfinalqualifikant, Abstiegsrundenqualifikant

#### Gruppe B
| 26. Dezember 2016 15:30 Uhr (Ortszeit) | 26. Dezember 2016 21:30 Uhr (MEZ) | USA P. Harper (6:27) C. White (26:29) C. Keller (38:45) C. Keller (52:19) J. Bracco (57:41) J. Greenway (59:20) | 6:1 (1:1, 2:0, 3:0) Spielbericht | Lettland R. Krastenbergs (15:22) | Air Canada Centre, Toronto Zuschauer: 7.014 |

| 26. Dezember 2016 20:00 Uhr | 27. Dezember 2016 2:00 Uhr | Kanada T. Jost (3:11) D. Strome (33:15) N. Roy (37:08) M. Barzal (43:03) D. Strome (49:06) | 5:3 (1:1, 2:0, 2:2) Spielbericht | Russland M. Sergatschow (9:47) K. Kaprisow (45:12) J. Rykow (50:36) | Air Canada Centre, Toronto Zuschauer: 18.099 |

| 27. Dezember 2016 16:00 Uhr | 27. Dezember 2016 22:00 Uhr | Lettland R. Balcers (23:42) | 1:9 (0:3, 1:3, 0:3) Spielbericht | Russland D. Jurtaikin (5:33) A. Polunin (12:10) P. Karnauchow (17:39) K. Kaprisow (20:56) A. Polunin (24:21) K. Beljajew (25:04) K. Kaprisow (46:07) J. Trenin (49:28) K. Kaprisow (56:07) | Air Canada Centre, Toronto Zuschauer: 6.789 |

| 27. Dezember 2016 20:00 Uhr | 28. Dezember 2016 2:00 Uhr | Kanada J. Lauzon (25:30) T. Raddysh (30:57) A. Cirelli (32:37) T. Chabot (36:25) M. McLeod (42:59) | 5:0 (0:0, 4:0, 1:0) Spielbericht | Slowakei | Air Canada Centre, Toronto Zuschauer: 12.694 |

| 28. Dezember 2016 19:30 Uhr | 29. Dezember 2016 1:30 Uhr | Slowakei M. Fehérváry (18:08) M. Roman (59:23) | 2:5 (1:2, 0:3, 1:0) Spielbericht | USA T. Laczynski (10:15) C. White (17:00) T. Thompson (22:03) C. McAvoy (28:39) T. Terry (32:57) | Air Canada Centre, Toronto Zuschauer: 8.391 |

| 29. Dezember 2016 15:30 Uhr | 29. Dezember 2016 21:30 Uhr | Russland K. Urakow (11:59) K. Kaprisow (37:17) | 2:3 (1:1, 1:2, 0:0) Spielbericht | USA C. Keller (4:14) C. White (24:03) T. Terry (31:41) | Air Canada Centre, Toronto Zuschauer: 13.759 |

| 29. Dezember 2016 20:00 Uhr | 30. Dezember 2016 2:00 Uhr | Lettland R. Krastenbergs (37:58) M. Dzierkals (47:59) | 2:10 (0:3, 1:5, 1:2) Spielbericht | Kanada M. Barzal (10:38) N. Roy (11:54) T. Raddysh (19:40) T. Raddysh (29:11) T. Raddysh (32:13) M. Barzal (32:53) A. Cirelli (33:30) M. McLeod (34:56) T. Raddysh (42:07) J. Gauthier (58:05) | Air Canada Centre, Toronto Zuschauer: 13.796 |

| 30. Dezember 2016 19:30 Uhr | 31. Dezember 2016 1:30 Uhr | Slowakei F. Lešťan (8:13) M. Roman (38:11) A. Hatala (40:41) M. Sloboda (45:01) | 4:2 (1:1, 1:0, 2:1) Spielbericht | Lettland K. Čukste (3:40) F. Buncis (53:29) | Air Canada Centre, Toronto Zuschauer: 6.018 |

| 31. Dezember 2016 15:30 Uhr | 31. Dezember 2016 21:30 Uhr | USA C. White (4:31) J. Greenway (6:04) J. Bracco (33:08) | 3:1 (2:0, 1:1, 0:0) Spielbericht | Kanada T. Chabot (28:12) | Air Canada Centre, Toronto Zuschauer: 18.584 |

| 31. Dezember 2016 20:00 Uhr | 1. Januar 2017 2:00 Uhr | Russland D. Gurjanow (29:06) J. Trenin (49:39) | 2:0 (0:0, 1:0, 1:0) Spielbericht | Slowakei | Air Canada Centre, Toronto Zuschauer: 5.269 |

| Pl. |          | Sp | S | OTS | OTN | N | Tore  | Punkte |
| 1.  | USA      | 4  | 4 | 0   | 0   | 0 | 17:06 | 12     |
| 2.  | Kanada   | 4  | 3 | 0   | 0   | 1 | 21:08 | 9      |
| 3.  | Russland | 4  | 2 | 0   | 0   | 2 | 16:09 | 6      |
| 4.  | Slowakei | 4  | 1 | 0   | 0   | 3 | 06:14 | 3      |
| 5.  | Lettland | 4  | 0 | 0   | 0   | 4 | 06:29 | 0      |

Abkürzungen: Pl. = Platz, Sp = Spiele, S = Siege, OTS = Siege nach Verlängerung (Overtime) oder Penaltyschießen, OTN = Niederlagen nach Verlängerung oder Penaltyschießen, N = Niederlagen

Erläuterungen: Viertelfinalqualifikant, Abstiegsrundenqualifikant

### Abstiegsrunde
Die Relegation zur Gruppe A der Division I wurde im Modus „Best-of-Three“ ausgetragen. Dabei setzte sich die finnische U20-Auswahl mit 2:0-Siegen gegen die lettische Vertretung durch und verblieb damit in der höchsten Spielklasse. Es war das erste Mal in der Geschichte der Junioren-Weltmeisterschaften, dass der Titelverteidiger direkt gegen den Abstieg spielte. Als Konsequenz aus dem schwachen Abschneiden hatten sich die Finnen bereits nach dem dritten Vorrundenspiel von ihrem gesamten Trainerstab getrennt und das Trainerteam der U18-Nationalmannschaft eingeflogen.
| 2. Januar 2017 11:00 Uhr (Ortszeit) | 2. Januar 2017 17:00 Uhr (MEZ) | Finnland V. Saarijärvi (7:43) K. Vesalainen (49:00) | 2:1 (1:0, 0:1, 1:0) Spielbericht Stand: 1:0 | Lettland M. Ponomarenko (24:37) | Centre Bell, Montreal Zuschauer: 3.016 |

| 3. Januar 2017 17:30 Uhr | 3. Januar 2017 23:30 Uhr | Lettland R. Krastenbergs (16:23) | 1:4 (1:1, 0:0, 0:3) Spielbericht Stand: 0:2 | Finnland E. Tolvanen (1:31) V. Saarijärvi (41:28) J. Välimäki (42:33) J. Välimäki (57:26) | Centre Bell, Montreal Zuschauer: 4.216 |

### Finalrunde
|  | Viertelfinale | Viertelfinale | Viertelfinale |  |  | Halbfinale | Halbfinale | Halbfinale |  |  | Finale           | Finale           | Finale           |
|  |               |               |               |  |  |            |            |            |  |  |                  |                  |                  |
|  | B1            | USA           | 3             |  |  |            |            |            |  |  |                  |                  |                  |
|  | A4            | Schweiz       | 2             |  |  |            |            |            |  |  |                  |                  |                  |
|  |               |               |               |  |  | B1         | USA        | 4          |  |  |                  |                  |                  |
|  |               |               |               |  |  | B3         | Russland   | 3          |  |  |                  |                  |                  |
|  | A2            | Dänemark      | 0             |  |  |            |            |            |  |  |                  |                  |                  |
|  | B3            | Russland      | 4             |  |  |            |            |            |  |  |                  |                  |                  |
|  |               |               |               |  |  |            |            |            |  |  | B1               | USA              | 5                |
|  |               |               |               |  |  |            |            |            |  |  | B2               | Kanada           | 4                |
|  | A1            | Schweden      | 8             |  |  |            |            |            |  |  |                  |                  |                  |
|  | B4            | Slowakei      | 3             |  |  |            |            |            |  |  |                  |                  |                  |
|  |               |               |               |  |  | A1         | Schweden   | 2          |  |  |                  |                  |                  |
|  |               |               |               |  |  | B2         | Kanada     | 5          |  |  | Spiel um Platz 3 | Spiel um Platz 3 | Spiel um Platz 3 |
|  | B2            | Kanada        | 5             |  |  |            |            |            |  |  | A1               | Schweden         | 1                |
|  | A3            | Tschechien    | 3             |  |  |            |            |            |  |  | B3               | Russland         | 2                |

#### Viertelfinale
| 2. Januar 2017 13:00 Uhr (Ortszeit) | 2. Januar 2017 19:00 Uhr (MEZ) | Dänemark | 0:4 (0:2, 0:0, 0:2) Spielbericht | Russland A. Polunin (8:45) K. Kaprisow (19:49) P. Karnauchow (47:12) K. Kaprisow (55:35) | Air Canada Centre, Toronto Zuschauer: 7.801 |

| 2. Januar 2017 15:30 Uhr | 2. Januar 2017 21:30 Uhr | Schweden J. Eriksson Ek (1:08) T. Söderlund (16:28) C. Grundström (17:01) A. Nylander (26:17) F. Karlström (33:07) T. Söderlund (42:36) L. Andersson (44:27) J. Eriksson Ek (57:04) | 8:3 (3:0, 2:2, 3:1) Spielbericht | Slowakei M. Bodák (35:48) M. Struška (36:54) A. Ružička (41:53) | Centre Bell, Montreal Zuschauer: 6.331 |

| 2. Januar 2017 17:30 Uhr | 2. Januar 2017 23:30 Uhr | USA J. Bracco (8:32) L. Kunin (10:42) J. Greenway (46:18) | 3:2 (2:0, 0:1, 1:1) Spielbericht | Schweiz N. Hischier (30:47) N. Hischier (46:00) | Air Canada Centre, Toronto Zuschauer: 8.176 |

| 2. Januar 2017 20:00 Uhr | 3. Januar 2017 2:00 Uhr | Kanada B. Speers (23:45) M. Stephens (27:27) T. Chabot (33:32) J. Gauthier (43:18) J. Gauthier (46:37) | 5:3 (0:1, 3:1, 2:1) Spielbericht | Tschechien D. Kaše (16:49) T. Šoustal (28:53) Š. Stránský (45:54) | Centre Bell, Montreal Zuschauer: 10.215 |

#### Halbfinale
| 4. Januar 2017 15:00 Uhr | 4. Januar 2017 21:00 Uhr | USA C. White (19:05) L. Kunin (30:23) C. White (36:21) T. Terry (PS) | 4:3 n. P. (1:1, 2:1, 0:1, 0:0, 1:0) Spielbericht | Russland K. Kaprisow (11:54) D. Gurjanow (21:17) D. Gurjanow (46:04) | Centre Bell, Montreal Zuschauer: 11.576 |

| 4. Januar 2017 19:30 Uhr | 5. Januar 2017 1:30 Uhr | Schweden J. Eriksson Ek (6:05) C. Grundström (8:05) | 2:5 (2:2, 0:1, 0:2) Spielbericht | Kanada M. Stephens (7:43) A. Cirelli (18:49) J. Gauthier (32:02) D. Strome (47:38) J. Gauthier (58:02) | Centre Bell, Montreal Zuschauer: 13.456 |

#### Spiel um Platz 3
| 5. Januar 2017 15:30 Uhr | 5. Januar 2017 21:30 Uhr | Schweden J. Dahlén (30:11) | 1:2 n. V. (0:0, 1:1, 0:0, 0:1) Spielbericht | Russland K. Kaprisow (20:16) D. Gurjanow (60:33) | Centre Bell, Montreal Zuschauer: 8.366 |

#### Finale
| 5. Januar 2017 20:00 Uhr | 6. Januar 2017 2:00 Uhr | USA C. McAvoy (23:04) K. Bellows (29:30) K. Bellows (44:44) C. White (47:07) T. Terry (PS) | 5:4 n. P. (0:2, 2:0, 2:2, 0:0, 1:0) Spielbericht | Kanada T. Chabot (4:58) J. Lauzon (9:02) N. Roy (41:52) M. Joseph (44:05) | Centre Bell, Montreal Zuschauer: 20.173 |

### Statistik

#### Beste Scorer
Abkürzungen: Sp = Spiele, T = Tore, V = Assists, Pkt = Punkte, +/− = Plus/Minus, SM = Strafminuten; Fett: Turnierbestwert
| Spieler            | Team     | Sp | T | V  | Pkt | +/− | SM |
| ------------------ | -------- | -- | - | -- | --- | --- | -- |
| Kirill Kaprisow    | Russland | 7  | 9 | 3  | 12  | +7  | 2  |
| Alexander Nylander | Schweden | 7  | 5 | 7  | 12  | +7  | 0  |
| Clayton Keller     | USA      | 7  | 3 | 8  | 11  | +3  | 2  |
| Thomas Chabot      | Kanada   | 7  | 4 | 6  | 10  | +4  | 8  |
| Dylan Strome       | Kanada   | 7  | 3 | 7  | 10  | +1  | 0  |
| Michail Worobjow   | Russland | 7  | 0 | 10 | 10  | +6  | 4  |
| Joel Eriksson Ek   | Schweden | 7  | 6 | 3  | 9   | +8  | 4  |
| Colin White        | USA      | 7  | 7 | 1  | 8   | +5  | 4  |
| Mathew Barzal      | Kanada   | 7  | 3 | 5  | 8   | +4  | 4  |
| Jordan Greenway    | USA      | 7  | 3 | 5  | 8   | +3  | 2  |

#### Beste Torhüter
Abkürzungen: Sp = Spiele, Min = Eiszeit (in Minuten), SaT = Schüsse aufs Tor, GT = Gegentore, Sv% = gehaltene Schüsse (in %), GTS = Gegentorschnitt, SO = Shutouts; Fett: Turnierbestwert
Erfasst werden nur Torhüter, die mindestens 40 % der Gesamtspielzeit eines Teams absolviert haben. Sortiert nach Fangquote (Sv%).
| Spieler           | Team     | Sp | Min    | SaT | GT | Sv%   | GTS  | SO |
| ----------------- | -------- | -- | ------ | --- | -- | ----- | ---- | -- |
| Veini Vehviläinen | Finnland | 6  | 317:57 | 116 | 8  | 93,10 | 1,51 | 1  |
| Ilja Samsonow     | Russland | 6  | 370:11 | 185 | 13 | 92,97 | 2,11 | 2  |
| Kasper Krog       | Dänemark | 3  | 165:00 | 112 | 9  | 91,96 | 3,27 | 0  |
| Tyler Parsons     | USA      | 5  | 330:00 | 144 | 12 | 91,67 | 2,18 | 0  |
| Felix Sandström   | Schweden | 3  | 359:50 | 152 | 13 | 91,45 | 2,17 | 0  |

### Abschlussplatzierungen
| Pl. | Team       |
| --- | ---------- |
| 1   | USA        |
| 2   | Kanada     |
| 3   | Russland   |
| 4   | Schweden   |
| 5   | Dänemark   |
| 6   | Tschechien |
| 7   | Schweiz    |
| 8   | Slowakei   |
| 9   | Finnland   |
| 10  | Lettland   |

### Titel, Auf- und Abstieg
| Weltmeister USA | Jack Ahcan, Joey Anderson, Kieffer Bellows, Jeremy Bracco, Joseph Cecconi, Casey Fitzgerald, Erik Foley, Adam Fox, Jordan Greenway, Patrick Harper, Caleb Jones, Clayton Keller, Luke Kunin, Tanner Laczynski, Ryan Lindgren, Charlie McAvoy, Jake Oettinger, Tyler Parsons, Jack Roslovic, Troy Terry, Tage Thompson, Colin White, Joseph Woll Cheftrainer: Bob Motzko |

| Silber Kanada | Mathew Barzal, Jake Bean, Thomas Chabot, Anthony Cirelli, Kale Clague, Dillon Dubé, Pierre-Luc Dubois, Dante Fabbro, Julien Gauthier, Carter Hart, Connor Ingram, Mathieu Joseph, Tyson Jost, Noah Juulsen, Jérémy Lauzon, Michael McLeod, Philippe Myers, Taylor Raddysh, Nicolas Roy, Blake Speers, Mitchell Stephens, Dylan Strome Cheftrainer: Dominique Ducharme Assistenztrainer: Fred Brathwaite, Tim Hunter, Kris Knoblauch |

| Bronze Russland | Denis Alexejew, Kirill Beljajew, Grigori Dronow, Denis Gurjanow, Danil Jurtaikin, Kirill Kaprisow, Pawel Karnauchow, Anton Krassotkin, Wadim Kudako, Danila Kwartalnow, Alexander Polunin, German Rubzow, Jegor Rykow, Ilja Samsonow, Sergei Sborowski, Michail Sergatschow, Michail Sidorow, Wladislaw Suchatschow, Jakow Trenin, Kirill Urakow, Artjom Wolkow, Michail Worobjow, Jegor Woronkow Cheftrainer: Waleri Bragin Assistenztrainer: Juri Babenko, Oleg Bratasch |

| Absteiger in die Division IA:   | Lettland |
| Aufsteiger in die Top-Division: | Belarus  |

### Auszeichnungen
Spielertrophäen
| Auszeichnung         | Spieler         | Team     |
| -------------------- | --------------- | -------- |
| Wertvollster Spieler | Thomas Chabot   | Kanada   |
| Bester Torhüter      | Felix Sandström | Schweden |
| Bester Verteidiger   | Thomas Chabot   | Kanada   |
| Bester Stürmer       | Kirill Kaprisow | Russland |

All-Star-Team
| Angriff:      | Alexander Nylander – Clayton Keller – Kirill Kaprisow |
| Verteidigung: | Thomas Chabot – Charlie McAvoy                        |
| Tor:          | Ilja Samsonow                                         |

## Division I

### Gruppe A in Bremerhaven, Deutschland
Das Turnier der Gruppe A wurde vom 11. bis 17. Dezember 2016 in der deutschen Stadt Bremerhaven ausgetragen. Die Spiele fanden in der 4.647 Zuschauer fassenden Eisarena Bremerhaven statt. Besucht wurden die Spiele von insgesamt 22.487 Zuschauern, was einem Schnitt von 1.499 pro Spiel entspricht. Die belarussische Mannschaft konnte trotz einer 3:4-Niederlage nach Penaltyschießen gegen Deutschland die sofortige Rückkehr in die Top-Division feiern, da die Gastgeber ihrerseits gegen Österreich verloren hatten. Die norwegische Mannschaft, die lediglich gegen Frankreich gewinnen konnte, büßte durch eine 2:3-Niederlage gegen Kasachstan am letzten Spieltag alle Chancen auf den Klassenerhalt ein.
| 11. Dezember 2016 13:00 Uhr (Ortszeit) | Frankreich G. Ville (7:40) B. Maïa (22:20) G. Ville (59:12) | 3:6 (1:2, 1:3, 1:1) Spielbericht | Belarus A. Bjalewitsch (6:19) M. Suschko (7:16) A. Bjalewitsch (22:20) A. Bjalewitsch (35:57) K. Kuzyr (39:05) U. Martynjuk (52:40) | Eisarena, Bremerhaven Zuschauer: 1.742 |

| 11. Dezember 2016 16:30 Uhr | Deutschland J. Napravnik (1:50) J. Napravnik 18:05 V. Kopp (32:24) N. Mannes (37:52) J. Mayenschein (59:11) | 5:3 (2:0, 2:2, 1:1) Spielbericht | Kasachstan D. Gabdulin (21:46) D. Demjanow (26:13) K. Panjukow (52:18) | Eisarena, Bremerhaven Zuschauer: 1.829 |

| 11. Dezember 2016 20:00 Uhr | Norwegen T. A. Christensen (2:40) S. Johansen (32:05) E. Kjellesvik (47:49) | 3:6 (1:2, 1:2, 1:2) Spielbericht | Österreich F. Maxa (4:29) C. Wappis (19:23) L. Haudum (35:09) D. Wachter (39:28) C. Kromp (46:51) G. Kragl (56:23) | Eisarena, Bremerhaven Zuschauer: 1.838 |

| 12. Dezember 2016 13:00 Uhr | Kasachstan D. Bykow (23:11) | 1:3 (0:0, 1:1, 0:2) Spielbericht | Frankreich B. Maïa (33:54) A. Pascal (59:15) G. Ville (59:35) | Eisarena, Bremerhaven Zuschauer: 1.609 |

| 12. Dezember 2016 16:30 Uhr | Belarus R. Wassiltschuk (15:48) A. Bjalewitsch (45:10) U. Jaromenka (47:21) R. Wassiltschuk (59:54) | 4:2 (1:1, 0:1, 3:0) Spielbericht | Norwegen S. Johansen (13:36) C. Karlsen (21:55) | Eisarena, Bremerhaven Zuschauer: 1.637 |

| 12. Dezember 2016 20:00 Uhr | Österreich L. Birnbaum (9:11) D. Wachter (27:09) L. Haudum (28:37) | 3:0 (1:0, 2:0, 0:0) Spielbericht | Deutschland | Eisarena, Bremerhaven Zuschauer: 1.714 |

| 14. Dezember 2016 13:00 Uhr | Österreich M. Kernberger (4:59) P. Pöschmann (14:42) C. Kromp (32:39) | 3:6 (2:2, 1:1, 0:3) Spielbericht | Kasachstan S. Parchomenko (15:57) A. Melichow (17:34) A. Chrestianowski (26:19) K. Panjukow (50:49) A. Borisewitsch (53:26) A. Chrestianowski (58:08) | Eisarena, Bremerhaven Zuschauer: 1.590 |

| 14. Dezember 2016 16:30 Uhr | Frankreich B. Maïa (0:20) H. Gallet (59:48) | 2:3 (1:2, 0:0, 1:1) Spielbericht | Norwegen S. Johansen (1:30) M. Ellingsen (19:58) A. R. Marthinsen (52:51) | Eisarena, Bremerhaven Zuschauer: 1.666 |

| 14. Dezember 2016 20:00 Uhr | Belarus A. Bjalewitsch (5:08) I. Suschko (18:57) R. Wassiltschuk (50:08) | 3:4 n. P. (2:2, 0:0, 1:1, 0:0, 0:1) Spielbericht | Deutschland J. Mayenschein (13:13) L. Dumont (16:11) T. Eder (54:02) J. Mayenschein (PS) | Eisarena, Bremerhaven Zuschauer: 1.792 |

| 15. Dezember 2016 13:00 Uhr | Österreich C. Wappis (43:53) D. Winkler (45:23) B. Nissner (48:12) | 3:4 (0:1, 0:2, 3:1) Spielbericht | Frankreich A. Texier (13:53) E. Guebey (29:14) G. Ville (39:38) B. Maïa (54:29) | Eisarena, Bremerhaven Zuschauer: 471 |

| 15. Dezember 2016 16:30 Uhr | Kasachstan A. Chrestianowski (54:38) | 1:3 (0:2, 0:1, 1:0) Spielbericht | Belarus D. Bujnizki (4:51) J. Farafontau (12:03) S. Pischtschuk (36:25) | Eisarena, Bremerhaven Zuschauer: 518 |

| 15. Dezember 2016 20:00 Uhr | Norwegen | 0:2 (0:0, 0:0, 0:2) Spielbericht | Deutschland C. Körner (51:42) Y. Drews (59:59) | Eisarena, Bremerhaven Zuschauer: 609 |

| 17. Dezember 2016 13:00 Uhr | Kasachstan S. Danijar (23:21) W. Orechow (27:04) A. Chrestianowski (41:35) | 3:2 (0:0, 2:0, 1:2) Spielbericht | Norwegen M. Homdrom (45:44) C. Karlsen (58:43) | Eisarena, Bremerhaven Zuschauer: 1.766 |

| 17. Dezember 2016 16:30 Uhr | Belarus A. Bjalewitsch (15:41) P. Warabej (31:46) R. Wassiltschuk (34:20) J. Astankau (49:19) | 4:0 (1:0, 2:0, 1:0) Spielbericht | Österreich | Eisarena, Bremerhaven Zuschauer: 1.804 |

| 17. Dezember 2016 20:00 Uhr | Deutschland C. Körner (4:51) V. Busch (12:15) V. Busch (26:36) Y. Drews (35:59) T. Eder (47:35) L. Kälble (48:11) | 6:4 (2:0, 2:2, 2:2) Spielbericht | Frankreich B. Maïa (24:58) R. Matima (32:58) H. Gallet (41:24) A. Torres (51:09) | Eisarena, Bremerhaven Zuschauer: 1.902 |

| Pl. |             | Sp | S | OTS | OTN | N | Tore  | Punkte |
| 1.  | Belarus     | 5  | 4 | 0   | 1   | 0 | 20:10 | 13     |
| 2.  | Deutschland | 5  | 3 | 1   | 0   | 1 | 17:13 | 11     |
| 3.  | Frankreich  | 5  | 2 | 0   | 0   | 3 | 16:19 | 6      |
| 4.  | Kasachstan  | 5  | 2 | 0   | 0   | 3 | 14:16 | 6      |
| 5.  | Österreich  | 5  | 2 | 0   | 0   | 3 | 15:17 | 6      |
| 6.  | Norwegen    | 5  | 1 | 0   | 0   | 4 | 10:17 | 3      |

Abkürzungen: Pl. = Platz, Sp = Spiele, S = Siege, OTS = Siege nach Verlängerung (Overtime) oder Penaltyschießen, OTN = Niederlagen nach Verlängerung oder Penaltyschießen, N = Niederlagen

Erläuterungen: Aufsteiger in die Top-Division, Absteiger in die Division IB

#### Beste Scorer
Abkürzungen: Sp = Spiele, T = Tore, V = Assists, Pkt = Punkte, +/− = Plus/Minus, SM = Strafminuten; Fett: Turnierbestwert
| Spieler             | Team        | Sp | T | V | Pkt | +/− | SM |
| ------------------- | ----------- | -- | - | - | --- | --- | -- |
| Gabin Ville         | Frankreich  | 5  | 4 | 8 | 12  | +1  | 0  |
| Bastien Maïa        | Frankreich  | 5  | 5 | 5 | 10  | +2  | 2  |
| Ruslan Wassiltschuk | Belarus     | 5  | 4 | 6 | 10  | +7  | 2  |
| Andrej Bjalewitsch  | Belarus     | 5  | 6 | 3 | 9   | +5  | 6  |
| Alexandre Texier    | Frankreich  | 5  | 1 | 7 | 8   | +1  | 4  |
| Jakob Mayenschein   | Deutschland | 5  | 3 | 3 | 6   | +4  | 16 |
| Tobias Eder         | Deutschland | 5  | 2 | 4 | 6   | +4  | 8  |
| Jauhen Astankau     | Belarus     | 5  | 1 | 5 | 6   | +5  | 0  |
| Sebastian Johansen  | Norwegen    | 5  | 3 | 2 | 5   | −1  | 4  |
| Christof Wappis     | Österreich  | 5  | 2 | 3 | 5   | +5  | 4  |

#### Beste Torhüter
Quelle: IIHF; Abkürzungen: Sp = Spiele, Min = Eiszeit (in Minuten), GT = Gegentore, Sv% = gehaltene Schüsse (in %), GTS = Gegentorschnitt, SO = Shutouts; Fett: Turnierbestwert
| Spieler                  | Team        | Sp | Min    | GT | Sv%   | GTS  | SO |
| ------------------------ | ----------- | -- | ------ | -- | ----- | ---- | -- |
| Jens Kristian Lillegrend | Norwegen    | 5  | 296:39 | 15 | 89.55 | 3,03 | 0  |
| Raphaël Garnier          | Frankreich  | 3  | 159:53 | 9  | 89.77 | 3,38 | 0  |
| Nikita Bojarkin          | Kasachstan  | 5  | 299:23 | 15 | 89.73 | 3,01 | 0  |
| Mirko Pantkowski         | Deutschland | 4  | 216:23 | 7  | 89,71 | 1,94 | 1  |
| Aljaksandr Assipkou      | Belarus     | 5  | 305:00 | 10 | 88.37 | 1,97 | 1  |

#### Division-IA-Siegermannschaft
| Division-IA-Aufsteiger Belarus | Aljaksandr Assipkou, Jauhen Astankau, Arsenij Barissau, Andrej Bjalewitsch, Dsmitryj Bujnizki, Dsmitryj Dsjarabin, Jauhen Farafontau, Uladsislau Jaromenka, Kiryl Kuzyr, Ihar Martynau, Uladsislau Martynjuk, Sjarhej Pischtschuk, Dsjanis Sajtschyk, Artur Sawinau, Jahor Scharanhowitsch, Illja Schukouski, Illja Suschko, Maksim Suschko, Kiryl Tschajka, Pawel Warabej, Ruslan Wassiltschuk, Uladsislau Wjarbizki Trainer: Juryj Fajkou |

### Gruppe B in Budapest, Ungarn
Das Turnier der Gruppe B wurde vom 11. bis 17. Dezember 2016 in der ungarischen Hauptstadt Budapest ausgetragen. Die Spiele fanden in der 1.500 Zuschauer fassenden Pesterzsébeti Jégcsarnok statt. Die ungarische Auswahlmannschaft stieg trotz einer 4:5-Niederlage gegen Polen in die A-Gruppe auf, da die Polen ihrerseits ihr abschließendes Spiel gegen Italien ebenfalls mit 4:5 verloren. Für die Magyaren war es der zweite Aufstieg in Folge. Hingegen musste die sieglose britische Mannschaft zwei Jahre nach dem Aufstieg 2015 den Wiederabstieg in die Division II hinnehmen. Die 15 Spiele wurden von 5.373 Zuschauern – im Schnitt 358 pro Spiel – besucht.
| 11. Dezember 2016 13:00 Uhr | Ukraine M. Kowalenko (47:51) J. Swischew (51:55) | 2:4 (0:1, 0:1, 2:2) Spielbericht | Polen K. Wróbel (19:11) A. Łyszczarczyk (25:10) B. Jeziorski (49:01) D. Paś (53:14) | Pesterzsébeti Jégcsarnok, Budapest Zuschauer: 42 |

| 11. Dezember 2016 16:30 Uhr | Ungarn M. Sági (0:40) B. Kreisz (24:12) A. Nagy (26:44) D. Molnar (29:08) | 5:2 (1:0, 4:1,0:1) Spielbericht | Italien A. De Lorenzo Meo (30:21) A. Vinatzer (49:16) | Pesterzsébeti Jégcsarnok, Budapest Zuschauer: 1.382 |

| 11. Dezember 2016 20:00 Uhr | Slowenien L. Maver (23:19) N. Simšič (38:05) K. Potočnik (54:25) B. Tomaževič (62:21) | 4:3 n. V. (0:0, 2:1, 1:2, 1:0) Spielbericht | Großbritannien L. Kirk (24:08) C. Pound (45:54) S. Duggan (47:10) | Pesterzsébeti Jégcsarnok, Budapest Zuschauer: 100 |

| 12. Dezember 2016 13:00 Uhr | Italien S. Pitschieler (3:47) | 1:2 n. V. (1:1, 0:0, 0:0, 0:1) Spielbericht | Ukraine D. Scherbakow (14:35) A. Denyskin (60:46) | Pesterzsébeti Jégcsarnok, Budapest Zuschauer: 48 |

| 12. Dezember 2016 16:30 Uhr | Großbritannien C. Glossop (29:37) | 1:5 (0:3, 1:1, 0:1) Spielbericht | Ungarn M. Sági (12:19) D. Molnar (12:45) M. Sági (13:20) P. Kiss (22:42) Z. Kiss (59:43) | Pesterzsébeti Jégcsarnok, Budapest Zuschauer: 520 |

| 12. Dezember 2016 20:00 Uhr | Polen A. Łyszczarczyk (5:23) P. Krezolek (26:25) K. Wróbel (35:02) Y. Kameneu (44:29) B. Jeziorski (59:31) | 5:3 (1:0, 2:1, 2:2) Spielbericht | Slowenien K. Potočnik (27:51) Ž. Jezovšek (42:31) J. Drozg (53:27) | Pesterzsébeti Jégcsarnok, Budapest Zuschauer: 38 |

| 14. Dezember 2016 13:00 Uhr | Italien | 0:7 (0:2, 0:1, 0:4) | Slowenien Ž. Jezovšek (8:36) N. Simšič (18:49) L. Zorko (32:14) M. Jeklič (51:03) M. Jeklič (51:31) Ž. Markič (52:52) R. Macuh (59:15) | Pesterzsébeti Jégcsarnok, Budapest Zuschauer: 36 |

| 14. Dezember 2016 16:30 Uhr | Ungarn A. Péter (2:58) M. Sági (40:16) M. Révész (47:57) | 3:1 (1:1, 0:0, 2:0) Spielbericht | Ukraine J. Swischew (7:05) | Pesterzsébeti Jégcsarnok, Budapest Zuschauer: 349 |

| 14. Dezember 2016 20:00 Uhr | Polen A. Łyszczarczyk (35:12) M. Gościński (50:42) K. Wróbel (PS) | 3:2 n. P. (0:1, 1:1, 1:0, 0:0, 1:0) Spielbericht | Großbritannien G. Billing (11:30) L. Kirk (31:12) | Pesterzsébeti Jégcsarnok, Budapest Zuschauer: 86 |

| 15. Dezember 2016 13:00 Uhr | Ukraine W. Masur (15:39) | 1:4 (1:2, 0:2, 0:0) Spielbericht | Slowenien M. Ban (1:38) Ž. Jezovšek (13:45) Ž. Jezovšek (29:19) G. Glavič (36:31) | Pesterzsébeti Jégcsarnok, Budapest Zuschauer: 38 |

| 15. Dezember 2016 16:30 Uhr | Polen B. Jeziorski (5:42) M. Zieliński (7:33) B. Jeziorski (8:19) M. Gościński (11:38) I. Sroka (28:18) | 5:4 (4:0, 1:0, 0:4) Spielbericht | Ungarn A. Péter (40:32) M. Révész (50:15) M. Sági (51:51) K. Szabad (59:14) | Pesterzsébeti Jégcsarnok, Budapest Zuschauer: 1.120 |

| 15. Dezember 2016 20:00 Uhr | Großbritannien J. Buesa (22:46) | 1:4 (0:3, 1:1, 0:0) Spielbericht | Italien M. Marzolini (2:14) G. March (6:41) S. Moroder (17:49) D. Laner (30:31) | Pesterzsébeti Jégcsarnok, Budapest Zuschauer: 54 |

| 17. Dezember 2016 13:00 Uhr | Italien A. Gasser (7:37) S. Berger (13:46) I. Deluca (15:19) I. Deluca (28:35) F. Tschimben (53:37) | 5:4 (3:1, 1:1, 1:2) Spielbericht | Polen B. Jeziorski (10:18) B. Jeziorski (26:50) K. Wróbel (46:54) A. Łyszczarczyk (59:22) | Pesterzsébeti Jégcsarnok, Budapest Zuschauer: 38 |

| 17. Dezember 2016 16:30 Uhr | Slowenien L. Zorko (27:17) L. Maver (33:12) B. Tomaževič (39:42) | 3:4 (0:1, 3:0, 0:3) Spielbericht | Ungarn A. Péter (9:02) M. Révész (41:41) B. Stipsicz (42:27) M. Sági (44:07) | Pesterzsébeti Jégcsarnok, Budapest Zuschauer: 1.480 |

| 17. Dezember 2016 20:00 Uhr | Großbritannien D. Speirs (50:56) | 1:3 (0:1, 0:1, 1:1) Spielbericht | Ukraine A. Ruban (4:06) M. Kowalenko (47:03) J. Swischew (59:19) | Pesterzsébeti Jégcsarnok, Budapest Zuschauer: 42 |

| Pl. |                | Sp | S | OTS | OTN | N | Tore  | Punkte |
| 1.  | Ungarn         | 5  | 4 | 0   | 0   | 1 | 21:12 | 12     |
| 2.  | Polen          | 5  | 3 | 1   | 0   | 1 | 21:16 | 11     |
| 3.  | Slowenien      | 5  | 2 | 1   | 0   | 2 | 21:13 | 8      |
| 4.  | Italien        | 5  | 2 | 0   | 1   | 2 | 12:19 | 7      |
| 5.  | Ukraine        | 5  | 1 | 1   | 0   | 3 | 10:13 | 5      |
| 6.  | Großbritannien | 5  | 0 | 0   | 2   | 3 | 08:19 | 2      |

Abkürzungen: Pl. = Platz, Sp = Spiele, S = Siege, OTS = Siege nach Verlängerung (Overtime) oder Penaltyschießen, OTN = Niederlagen nach Verlängerung oder Penaltyschießen, N = Niederlagen

Erläuterungen: Aufsteiger in die Division IA, Absteiger in die Division IIA

#### Beste Scorer
Abkürzungen: Sp = Spiele, T = Tore, V = Assists, Pkt = Punkte, +/− = Plus/Minus, SM = Strafminuten; Fett: Turnierbestwert
| Spieler              | Team      | Sp | T | V | Pkt | +/− | SM |
| -------------------- | --------- | -- | - | - | --- | --- | -- |
| Alan Łyszczarczyk    | Polen     | 5  | 4 | 7 | 11  | ±0  | 6  |
| Bartłomiej Jeziorski | Polen     | 5  | 6 | 4 | 10  | +2  | 2  |
| Marcell Revesz       | Ungarn    | 5  | 3 | 5 | 8   | +6  | 2  |
| Andor Péter          | Ungarn    | 5  | 3 | 5 | 8   | +5  | 0  |
| Nik Simšič           | Slowenien | 5  | 2 | 6 | 8   | +3  | 12 |
| Martin Sági          | Ungarn    | 5  | 6 | 1 | 7   | +8  | 2  |
| Žan Jezovšek         | Slowenien | 5  | 4 | 3 | 7   | +3  | 16 |
| Blaž Tomaževič       | Slowenien | 5  | 2 | 4 | 6   | +3  | 2  |
| Kamil Wróbel         | Polen     | 5  | 4 | 1 | 5   | +7  | 2  |
| Mateusz Gościński    | Polen     | 5  | 2 | 3 | 5   | +7  | 4  |

#### Beste Torhüter
Abkürzungen: Sp = Spiele, Min = Eiszeit (in Minuten), GT = Gegentore, Sv% = gehaltene Schüsse (in %), GTS = Gegentorschnitt, SO = Shutouts; Fett: Turnierbestwert
| Spieler            | Team      | Sp | Min    | GT | Sv%   | GTS  | SO |
| ------------------ | --------- | -- | ------ | -- | ----- | ---- | -- |
| Bogdan Dyatschenko | Ukraine   | 3  | 180:00 | 8  | 92.59 | 2,67 | 0  |
| Mark Vlahovič      | Slowenien | 4  | 241:41 | 8  | 92.38 | 1,99 | 1  |
| Mykyta Petlenko    | Ukraine   | 2  | 120:46 | 5  | 92.19 | 2,48 | 0  |
| David Mark Kovacs  | Ungarn    | 4  | 191:38 | 8  | 91.75 | 2,50 | 0  |
| Hannes Treibenreif | Italien   | 3  | 180:00 | 10 | 91.15 | 3,33 | 0  |

Die meiste Eiszeit erhielt der Brite Renny Marr, der jedoch lediglich die siebtbeste Fangquote aufwies.

#### Division-IB-Siegermannschaft
| Division-IB-Aufsteiger Ungarn | Gábor Bugár, Rajmund Bukor, Botond Erdely, Nándor Fejes, Zsombor Garát, Bence Kiss, Patrik Kiss, Roland Kiss, Zsombor Kiss, David Mark Kovacs, Bruno Kreisz, Dávid Molnár, Akos Nagy, Andor Péter, Marcell Revesz, Martin Sági, Flórián Sándor, Bence Stipsicz, Kevin Szabad, Ákos Szigeti, Nátán Vertes, Dániel Vizi Trainer: Rich Chernomaz |

### Auf- und Abstieg
| Absteiger in die Division IA:   | Lettland       |
| Aufsteiger in die Top-Division: | Belarus        |
| Absteiger in die Division IB:   | Norwegen       |
| Aufsteiger in die Division IA:  | Ungarn         |
| Absteiger in die Division IIA:  | Großbritannien |
| Aufsteiger in die Division IB:  | Litauen        |

## Division II

### Gruppe A in Tallinn, Estland
Das Turnier der Gruppe A wurde vom 11. bis 17. Dezember 2016 in der estnischen Hauptstadt Tallinn ausgetragen. Die Spiele fanden in der 5.840 Zuschauer fassenden Tondiraba jäähall statt. Der litauischen Mannschaft gelang durch einen 6:4-Erfolg gegen Japan im abschließenden Spiel sechs Jahre nach dem Abstieg 2011 die Rückkehr in die Division I. Die kroatische U-20 Auswahl, die mit einem Sieg gegen Rumänien in das Turnier gestartet war, verlor ihr abschließendes Spiel gegen die Niederlande nach einer 2:0-Führung noch mit 2:3 und musste den Gang in die B-Gruppe der Division II antreten. Insgesamt besuchten 3.570 Zuschauer die 15 Spiele, was einem Zuschauerschnitt von 238 Besuchern pro Spiel entspricht.
| 11. Dezember 2016 13:00 Uhr (Ortszeit) | Rumänien | 3:4 n. P. (0:1, 3:0, 0:2, 0:0, 0:1) Spielbericht | Kroatien | Tondiraba jäähall, Tallinn Zuschauer: 105 |

| 11. Dezember 2016 16:30 Uhr | Estland | 2:6 (1:2, 0:0, 1:4) Spielbericht | Japan | Tondiraba jäähall, Tallinn Zuschauer: 249 |

| 11. Dezember 2016 20:00 Uhr | Litauen | 5:0 (2:0, 1:0, 2:0) Spielbericht | Niederlande | Tondiraba jäähall, Tallinn Zuschauer: 167 |

| 12. Dezember 2015 13:00 Uhr | Japan | 11:2 (5:1, 3:0, 3:1) Spielbericht | Kroatien | Tondiraba jäähall, Tallinn Zuschauer: 108 |

| 12. Dezember 2016 16:30 Uhr | Niederlande | 2:6 (1:1, 0:2, 1:3) Spielbericht | Rumänien | Tondiraba jäähall, Tallinn Zuschauer: 175 |

| 12. Dezember 2016 20:00 Uhr | Litauen | 7:1 (1:1, 2:0, 4:0) Spielbericht | Estland | Tondiraba jäähall, Tallinn Zuschauer: 527 |

| 14. Dezember 2015 13:00 Uhr | Japan | 7:2 (1:0, 1:0, 5:2) Spielbericht | Niederlande | Tondiraba jäähall, Tallinn Zuschauer: 98 |

| 14. Dezember 2016 16:30 Uhr | Litauen | 11:5 (3:1, 6:2, 2:2) Spielbericht | Rumänien | Tondiraba jäähall, Tallinn Zuschauer: 143 |

| 14. Dezember 2015 20:00 Uhr | Estland | 6:3 (1:1, 1:0, 4:2) Spielbericht | Kroatien | Tondiraba jäähall, Tallinn Zuschauer: 385 |

| 16. Dezember 2015 13:00 | Kroatien | 0:13 (0:7, 0:4, 0:2) Spielbericht | Litauen | Tondiraba jäähall, Tallinn Zuschauer: 189 |

| 16. Dezember 2015 16:30 Uhr | Rumänien | 1:7 (1:2, 0:2, 0:3) Spielbericht | Japan | Tondiraba jäähall, Tallinn Zuschauer: 108 |

| 15. Dezember 2016 20:00 Uhr | Niederlande | 2:4 (0:1, 1:3, 1:0) Spielbericht | Estland | Tondiraba jäähall, Tallinn Zuschauer: 427 |

| 17. Dezember 2015 13:00 Uhr | Japan | 4:6 (2:2, 1:2, 1:2) Spielbericht | Litauen | Tondiraba jäähall, Tallinn Zuschauer: 363 |

| 17. Dezember 2015 16:30 Uhr | Kroatien | 2:3 (2:1, 0:2, 0:0) Spielbericht | Niederlande | Tondiraba jäähall, Tallinn Zuschauer: 98 |

| 17. Dezember 2016 20:00 Uhr | Estland | 5:6 (1:2, 4:1, 0:3) Spielbericht | Rumänien | Tondiraba jäähall, Tallinn Zuschauer: 428 |

| Pl. |             | Sp | S | OTS | OTN | N | Tore  | Punkte |
| 1.  | Litauen     | 5  | 5 | 0   | 0   | 0 | 42:10 | 15     |
| 2.  | Japan       | 5  | 4 | 0   | 0   | 1 | 35:13 | 12     |
| 3.  | Rumänien    | 5  | 2 | 0   | 1   | 2 | 21:29 | 7      |
| 4.  | Estland     | 5  | 2 | 0   | 0   | 3 | 18:24 | 6      |
| 5.  | Niederlande | 5  | 1 | 0   | 0   | 4 | 09:24 | 3      |
| 6.  | Kroatien    | 5  | 0 | 1   | 0   | 4 | 11:36 | 2      |

Abkürzungen: Pl. = Platz, Sp = Spiele, S = Siege, OTS = Siege nach Verlängerung (Overtime) oder Penaltyschießen, OTN = Niederlagen nach Verlängerung oder Penaltyschießen, N = Niederlagen

Erläuterungen: Aufsteiger in die Division IB, Absteiger in die Division IIB

#### Beste Scorer
Abkürzungen: Sp = Spiele, T = Tore, V = Assists, Pkt = Punkte, +/− = Plus/Minus, SM = Strafminuten; Fett: Turnierbestwert
| Spieler             | Team     | Sp | T  | V | Pkt | +/− | SM |
| ------------------- | -------- | -- | -- | - | --- | --- | -- |
| Emilijus Krakauskas | Litauen  | 5  | 11 | 4 | 15  | +10 | 2  |
| Ilja Četvertak      | Litauen  | 5  | 4  | 9 | 13  | +11 | 0  |
| Szilárd Rokaly      | Rumänien | 5  | 5  | 7 | 12  | +3  | 4  |
| Dominik Bogdziul    | Litauen  | 5  | 4  | 8 | 12  | +7  | 2  |
| Tamás Részegh       | Rumänien | 5  | 5  | 6 | 11  | +4  | 0  |
| Artūras Laukaitis   | Litauen  | 5  | 3  | 8 | 11  | +9  | 4  |
| Atsuki Ikeda        | Japan    | 5  | 5  | 5 | 10  | +5  | 2  |
| Daichi Saitō        | Japan    | 5  | 4  | 5 | 9   | +6  | 2  |
| Edvinas Boroška     | Litauen  | 5  | 3  | 6 | 9   | +5  | 0  |
| Wladimir Nestertsuk | Estland  | 5  | 6  | 1 | 7   | +3  | 2  |

#### Beste Torhüter
Abkürzungen: Sp = Spiele, Min = Eiszeit (in Minuten), GT = Gegentore, Sv% = gehaltene Schüsse (in %), GTS = Gegentorschnitt, SO = Shutouts; Fett: Turnierbestwert
| Spieler           | Team        | Sp | Min    | GT | Sv%   | GTS  | SO |
| ----------------- | ----------- | -- | ------ | -- | ----- | ---- | -- |
| Yujiro Isobe      | Japan       | 3  | 156:48 | 4  | 92.59 | 1,53 | 0  |
| Artur Pavliukov   | Litauen     | 5  | 300:00 | 10 | 91.87 | 2.00 | 2  |
| Ruud Leeuwesteijn | Niederlande | 4  | 238:41 | 17 | 89.76 | 4,27 | 0  |
| Vito Nikolić      | Kroatien    | 4  | 220:02 | 19 | 88.62 | 5,18 | 0  |
| Daniil Erport     | Estland     | 3  | 179:01 | 5  | 86.42 | 3,60 | 0  |

### Gruppe B in Logroño, Spanien
Das Turnier der Gruppe B wurde vom 7. bis 13. Januar 2017 im spanischen Logroño ausgetragen. Die Spiele fanden im 1.000 Zuschauer fassenden Centro Deportivo Municipal Lobete statt und verzeichneten einen Zuschauerschnitt von 214 Besuchern je Spiel. Der südkoreanischen Mannschaft gelang durch einen 5:3-Erfolg im letzten Spiel gegen Gastgeber Spanien der sofortige Wiederaufstieg in die A-Gruppe. Die Schlussphase des Spiels verlief dramatisch. Nachdem die Asiaten gut sechs Minuten vor Schluss das 3:1 erzielt hatten fielen zwischen Minute 57:44 und Minute 58:06 gleich drei Tore. Zunächst nutzten die Spanier eine doppelte Überzahl, nahmen ihren Torwart vom Eis und erzielten mit 6:3-Feldspielern den 2:3-Anschlusstreffer, lediglich sieben Spielsekunden später stellten die Koreaner, die immer noch in Unterzahl spielten, jedoch den alten Abstand wieder her. Eine weitere Viertelminute später traf der spanische Nachwuchs erneut zum 3:4. 20 Sekunden vor Spielende nahmen die Spanier dann erneut ihren Torhüter vom Eis. Statt des erhofften Ausgleichs kassierten sie jedoch ein Empty Net Goal, das die endgültige Entscheidung zu Gunsten Südkoreas bedeutete. Die Iberer mussten zum vierten Mal in Folge (davon dreimal auf eigenem Eis) mit Platz zwei vorliebnehmen. Nach fünf Niederlagen und lediglich einem Punktgewinn bei der 5:6-Niederlage nach Verlängerung im entscheidenden Spiel gegen Mexiko musste Australien erstmals seit dem Aufstieg 2010 den Abstieg in die Division III hinnehmen.
| 7. Januar 2017 13:00 Uhr (Ortszeit) | Mexiko | 3:5 (1:2, 1:1, 1:2) Spielbericht | Belgien | Centro Deportivo Municipal Lobete, Logroño Zuschauer: 100 |

| 7. Januar 2017 16:30 Uhr | Serbien | 2:3 n. P. (0:0, 1:1, 1:1, 0:0, 0:1) Spielbericht | Südkorea | Centro Deportivo Municipal Lobete, Logroño Zuschauer: 120 |

| 7. Januar 2017 20:00 Uhr | Spanien | 15:2 (4:1, 8:1, 3:0) Spielbericht | Australien | Centro Deportivo Municipal Lobete, Logroño Zuschauer: 570 |

| 8. Januar 2017 13:00 Uhr | Südkorea | 3:1 (1:0, 1:1, 1:0) Spielbericht | Belgien | Centro Deportivo Municipal Lobete, Logroño Zuschauer: 80 |

| 8. Januar 2017 16:30 Uhr | Australien | 5:6 n. V. (1:0, 3:3, 1:2, 0:1) Spielbericht | Mexiko | Centro Deportivo Municipal Lobete, Logroño Zuschauer: 86 |

| 8. Januar 2017 20:00 Uhr | Spanien | 4:2 (2:1, 1:1, 1:0) Spielbericht | Serbien | Centro Deportivo Municipal Lobete, Logroño Zuschauer: 460 |

| 10. Januar 2017 13:00 Uhr | Südkorea | 4:1 (1:0, 1:1, 2:0) Spielbericht | Australien | Centro Deportivo Municipal Lobete, Logroño Zuschauer: 42 |

| 10. Januar 2017 16:30 Uhr | Serbien | 6:1 (2:0, 3:1, 1:0) Spielbericht | Belgien | Centro Deportivo Municipal Lobete, Logroño Zuschauer: 76 |

| 10. Januar 2017 20:00 Uhr | Spanien | 10:0 (4:0, 3:0, 3:0) Spielbericht | Mexiko | Centro Deportivo Municipal Lobete, Logroño Zuschauer: 155 |

| 11. Januar 2017 13:00 Uhr | Australien | 0:6 (0:2, 0:1, 0:3) Spielbericht | Serbien | Centro Deportivo Municipal Lobete, Logroño Zuschauer: 48 |

| 11. Januar 2017 16:30 Uhr | Mexiko | 0:12 (0:3, 0:6, 0:3) Spielbericht | Südkorea | Centro Deportivo Municipal Lobete, Logroño Zuschauer: 47 |

| 11. Januar 2017 20:00 Uhr | Belgien | 3:6 (0:2, 0:3, 3:1) Spielbericht | Spanien | Centro Deportivo Municipal Lobete, Logroño Zuschauer: 180 |

| 13. Januar 2017 13:00 Uhr | Serbien | 7:4 (3:0, 1:2, 3:2) Spielbericht | Mexiko | Centro Deportivo Municipal Lobete, Logroño Zuschauer: 38 |

| 13. Januar 2017 16:30 Uhr | Belgien | 5:1 (2:0, 2:1, 1:0) Spielbericht | Australien | Centro Deportivo Municipal Lobete, Logroño Zuschauer: 115 |

| 13. Januar 2017 20:00 Uhr | Südkorea | 5:3 (1:1, 1:0, 3:2) Spielbericht | Spanien | Centro Deportivo Municipal Lobete, Logroño Zuschauer: 1.100 |

| Pl. |            | Sp | S | OTS | OTN | N | Tore  | Punkte |
| 1.  | Südkorea   | 5  | 4 | 1   | 0   | 0 | 27:07 | 14     |
| 2.  | Spanien    | 5  | 4 | 0   | 0   | 1 | 38:12 | 12     |
| 3.  | Serbien    | 5  | 3 | 0   | 1   | 1 | 23:12 | 10     |
| 4.  | Belgien    | 5  | 2 | 0   | 0   | 3 | 15:17 | 6      |
| 5.  | Mexiko     | 5  | 0 | 1   | 0   | 4 | 13:39 | 2      |
| 6.  | Australien | 5  | 0 | 0   | 1   | 4 | 09:36 | 1      |

Abkürzungen: Pl. = Platz, Sp = Spiele, S = Siege, OTS = Siege nach Verlängerung (Overtime) oder Penaltyschießen, OTN = Niederlagen nach Verlängerung oder Penaltyschießen, N = Niederlagen

Erläuterungen: Aufsteiger in die Division IIA, Absteiger in die Division III

#### Beste Scorer
Abkürzungen: Sp = Spiele, T = Tore, V = Assists, Pkt = Punkte, +/− = Plus/Minus, SM = Strafminuten; Fett: Turnierbestwert
| Spieler          | Team     | Sp | T | V  | Pkt | +/− | SM |
| ---------------- | -------- | -- | - | -- | --- | --- | -- |
| Oriol Rubio      | Spanien  | 5  | 5 | 6  | 11  | +3  | 4  |
| Mirko Đumić      | Serbien  | 5  | 3 | 8  | 11  | +12 | 6  |
| Bruno Baldris    | Spanien  | 5  | 1 | 10 | 11  | +5  | 2  |
| Ignacio Granell  | Spanien  | 5  | 6 | 4  | 10  | +3  | 0  |
| Alejandro Burgos | Spanien  | 5  | 4 | 6  | 10  | +6  | 6  |
| Luka Vukičević   | Serbien  | 5  | 6 | 3  | 9   | +8  | 6  |
| Lazar Leštarić   | Serbien  | 5  | 4 | 5  | 9   | +7  | 0  |
| Arunas Bermejo   | Mexiko   | 5  | 2 | 7  | 9   | −6  | 14 |
| Nam Hee-doo      | Südkorea | 5  | 1 | 7  | 8   | +10 | 0  |
| Alfonso García   | Spanien  | 5  | 1 | 7  | 8   | +7  | 0  |

#### Beste Torhüter
Abkürzungen: Sp = Spiele, Min = Eiszeit (in Minuten), GT = Gegentore, Sv% = gehaltene Schüsse (in %), GTS = Gegentorschnitt, SO = Shutouts; Fett: Turnierbestwert
| Spieler             | Team       | Sp | Min    | GT | Sv%   | GTS  | SO |
| ------------------- | ---------- | -- | ------ | -- | ----- | ---- | -- |
| Shim Hyoun-seop     | Südkorea   | 4  | 215:35 | 6  | 93.68 | 1,67 | 0  |
| Jug Mitić           | Serbien    | 5  | 303:24 | 12 | 92.73 | 2,37 | 1  |
| Lucas Serna         | Spanien    | 5  | 299:04 | 11 | 91.20 | 2,21 | 1  |
| Alexandre Tetreault | Australien | 5  | 266:33 | 28 | 87.93 | 6,30 | 0  |
| Seppe Stroobants    | Belgien    | 3  | 149:16 | 9  | 87.84 | 3,62 | 0  |

### Auf- und Abstieg
| Absteiger in die Division IIA:  | Großbritannien |
| Aufsteiger in die Division IB:  | Litauen        |
| Absteiger in die Division IIB:  | Kroatien       |
| Aufsteiger in die Division IIA: | Südkorea       |
| Absteiger in die Division III:  | Australien     |
| Aufsteiger in die Division IIB: | Türkei         |

## Division III
Das Turnier der Division III wurde vom 16. bis 22. Januar 2017 im neuseeländischen Dunedin ausgetragen. Die Spiele fanden im 1.850 Zuschauer fassenden Dunedin Ice Stadium statt.
Im Gegensatz zum Vorjahr nahmen diesmal acht Mannschaften am Turnier teil, da neben dem Absteiger Volksrepublik China und den sechs verbleibenden Nationen des Vorjahres auch die Republik China (Taiwan), die sich zuletzt 2011 beteiligt hatte, ein Team stellte. Daher wurde der Modus des Turniers geändert: Die acht Mannschaften wurden auf zwei Vierergruppen aufgeteilt. Während die beiden ersten Mannschaften jeder über Kreuz das Halbfinale austragen, in dem die Teilnehmer von Finale und Spiel um Platz drei ermittelt wurden, spielten die Dritt- und Viertplatzierten ebenfalls über Kreuz die Teilnehmer an den Platzierungsspielen um den fünften und den siebten Platz aus.
Die türkische Mannschaft, die noch nie zuvor in der Division II gespielt hatte, stieg durch einen überraschenden 2:1-Erfolg im Endspiel gegen die favorisierte Volksrepublik China auf. Den Abstieg in die Qualifikation zur Division III mussten Wiedereinsteiger Republik China (Taiwan) und Südafrika hinnehmen.

### Vorrunde

#### Gruppe A
| 16. Januar 2017 10:00 Uhr (Ortszeit) | 15. Januar 2017 22:00 Uhr (MEZ) | Volksrepublik China | 9:3 (5:2, 3:0, 1:1) Spielbericht | Republik China (Taiwan) | Ice Stadium, Dunedin Zuschauer: 100 |

| 16. Januar 2017 17:00 Uhr | 16. Januar 2017 5:00 Uhr | Israel | 0:3 (0:1, 0:2, 0:0) Spielbericht | Island | Ice Stadium, Dunedin Zuschauer: 100 |

| 17. Januar 2017 10:00 Uhr | 16. Januar 2017 22:00 Uhr | Israel | 3:0 (0:0, 2:0, 1:0) Spielbericht | Republik China (Taiwan) | Ice Stadium, Dunedin Zuschauer: 100 |

| 17. Januar 2017 17:00 Uhr | 17. Januar 2017 5:00 Uhr | Island | 1:4 (1:1, 0:0, 0:3) Spielbericht | Volksrepublik China | Ice Stadium, Dunedin Zuschauer: 100 |

| 19. Januar 2017 10:00 Uhr | 18. Januar 2017 22:00 Uhr | Republik China (Taiwan) | 2:7 (0:2, 1:5, 1:0) Spielbericht | Island | Ice Stadium, Dunedin Zuschauer: 100 |

| 19. Januar 2017 17:00 Uhr | 19. Januar 2017 5:00 Uhr | Volksrepublik China | 6:4 (3:1, 1:1, 2:2) Spielbericht | Israel | Ice Stadium, Dunedin Zuschauer: 100 |

| Pl. |                         | Sp | S | OTS | OTN | N | Tore  | Punkte |
| --- | ----------------------- | -- | - | --- | --- | - | ----- | ------ |
| 1.  | Volksrepublik China     | 3  | 3 | 0   | 0   | 0 | 19:08 | 9      |
| 2.  | Island                  | 3  | 2 | 0   | 0   | 1 | 11:06 | 6      |
| 3.  | Israel                  | 3  | 1 | 0   | 0   | 2 | 07:09 | 3      |
| 4.  | Republik China (Taiwan) | 3  | 0 | 0   | 0   | 3 | 05:19 | 0      |

Abkürzungen: Pl. = Platz, Sp = Spiele, S = Siege, OTS = Siege nach Verlängerung (Overtime) oder Penaltyschießen, OTN = Niederlagen nach Verlängerung oder Penaltyschießen, N = Niederlagen

Erläuterungen: Teilnehmer am Halbfinale, Teilnehmer an der Platzierungsrunde um Platz 5 bis 8

#### Gruppe B
| 16. Januar 2017 13:30 Uhr (Ortszeit) | 16. Januar 2017 1:30 Uhr (MEZ) | Bulgarien | 5:2 (2:1, 1:1, 2:0) Spielbericht | Südafrika | Ice Stadium, Dunedin Zuschauer: 100 |

| 16. Januar 2017 20:30 Uhr | 16. Januar 2017 8:30 Uhr | Neuseeland | 4:6 (1:3, 1:2, 2:1) Spielbericht | Türkei | Ice Stadium, Dunedin Zuschauer: 200 |

| 17. Januar 2017 13:30 Uhr | 17. Januar 2017 1:30 Uhr | Türkei | 8:1 (2:0, 2:0, 4:1) Spielbericht | Bulgarien | Ice Stadium, Dunedin Zuschauer: 100 |

| 17. Januar 2017 20:30 Uhr | 17. Januar 2017 8:30 Uhr | Neuseeland | 3:2 (2:2, 0:0, 1:0) Spielbericht | Südafrika | Ice Stadium, Dunedin Zuschauer: 200 |

| 19. Januar 2017 13:30 Uhr | 19. Januar 2017 1:30 Uhr | Südafrika | 0:6 (0:1, 0:2, 0:3) Spielbericht | Türkei | Ice Stadium, Dunedin Zuschauer: 100 |

| 19. Januar 2017 20:30 Uhr | 19. Januar 2017 8:30 Uhr | Bulgarien | 4:5 (0:3, 3:0, 1:2) Spielbericht | Neuseeland | Ice Stadium, Dunedin Zuschauer: 230 |

| Pl. |            | Sp | S | OTS | OTN | N | Tore  | Punkte |
| --- | ---------- | -- | - | --- | --- | - | ----- | ------ |
| 1.  | Türkei     | 3  | 3 | 0   | 0   | 0 | 20:05 | 9      |
| 2.  | Neuseeland | 3  | 2 | 0   | 0   | 1 | 12:12 | 6      |
| 3.  | Bulgarien  | 3  | 1 | 0   | 0   | 2 | 10:15 | 3      |
| 4.  | Südafrika  | 3  | 0 | 0   | 0   | 3 | 04:14 | 0      |

Abkürzungen: Pl. = Platz, Sp = Spiele, S = Siege, OTS = Siege nach Verlängerung (Overtime) oder Penaltyschießen, OTN = Niederlagen nach Verlängerung oder Penaltyschießen, N = Niederlagen

Erläuterungen: Teilnehmer am Halbfinale, Teilnehmer an der Platzierungsrunde um Platz 5 bis 8

### Platzierungsrunde Plätze 5 bis 8
|  | Platzierungsrunde Plätze 5 bis 8 | Platzierungsrunde Plätze 5 bis 8 | Platzierungsrunde Plätze 5 bis 8 |                  |  | Spiel um Platz 5 | Spiel um Platz 5        | Spiel um Platz 5 |
|  |                                  |                                  |                                  |                  |  |                  |                         |                  |
|  |                                  |                                  |                                  |                  |  |                  |                         |                  |
|  | A3                               | Israel                           | 9                                |                  |  |                  |                         |                  |
|  | B4                               | Südafrika                        | 0                                |                  |  | A3               | Israel                  | 3                |
|  |                                  |                                  |                                  |                  |  | B3               | Bulgarien               | 2                |
|  |                                  |                                  |                                  |                  |  |                  |                         |                  |
|  |                                  |                                  |                                  | Spiel um Platz 7 |  |                  |                         |                  |
|  | B3                               | Bulgarien                        | 6                                |                  |  |                  |                         |                  |
|  | A4                               | Republik China (Taiwan)          | 1                                |                  |  | B4               | Südafrika               | 1                |
|  |                                  |                                  |                                  |                  |  | A4               | Republik China (Taiwan) | 7                |
|  |                                  |                                  |                                  |                  |  |                  |                         |                  |

| 21. Januar 2017 10:00 Uhr (Ortszeit) | 20. Januar 2017 22:00 Uhr (MEZ) | Israel | 9:0 (0:0, 5:0, 4:0) Spielbericht | Südafrika | Ice Stadium, Dunedin Zuschauer: 100 |

| 21. Januar 2017 13:30 Uhr | 21. Januar 2017 1:30 Uhr | Bulgarien | 6:1 (3:0, 2:0, 1:1) Spielbericht | Republik China (Taiwan) | Ice Stadium, Dunedin Zuschauer: 100 |

Spiel um Platz 7
| 22. Januar 2017 10:00 Uhr | 21. Januar 2017 22:00 Uhr | Südafrika | 1:7 (0:2, 1:2, 0:3) Spielbericht | Republik China (Taiwan) | Ice Stadium, Dunedin Zuschauer: 100 |

Spiel um Platz 5
| 22. Januar 2017 13:30 Uhr | 22. Januar 2017 1:30 Uhr | Israel | 3:2 (2:0, 0:0, 1:2) Spielbericht | Bulgarien | Ice Stadium, Dunedin Zuschauer: 100 |

### Finalrunde
Der Sieger des Endspiels steigt in die Gruppe B der Division II auf.

|  | Halbfinale | Halbfinale          | Halbfinale |                  |  | Finale | Finale              | Finale |
|  |            |                     |            |                  |  |        |                     |        |
|  |            |                     |            |                  |  |        |                     |        |
|  | B1         | Türkei              | 3          |                  |  |        |                     |        |
|  | A2         | Island              | 2          |                  |  | B1     | Türkei              | 2      |
|  |            |                     |            |                  |  | A1     | Volksrepublik China | 1      |
|  |            |                     |            |                  |  |        |                     |        |
|  |            |                     |            | Spiel um Platz 3 |  |        |                     |        |
|  | A1         | Volksrepublik China | 11         |                  |  |        |                     |        |
|  | B2         | Neuseeland          | 2          |                  |  | A2     | Island              | 10     |
|  |            |                     |            |                  |  | B2     | Neuseeland          | 0      |
|  |            |                     |            |                  |  |        |                     |        |

Halbfinale
| 21. Januar 2017 17:00 Uhr (Ortszeit) | 21. Januar 2017 5:00 Uhr (MEZ) | Türkei | 3:2 (0:1, 0:1, 3:0) Spielbericht | Island | Ice Stadium, Dunedin Zuschauer: 150 |

| 21. Januar 2017 20:30 Uhr | 21. Januar 2017 8:30 Uhr | Volksrepublik China | 11:2 (4:0, 1:2, 6:0) Spielbericht | Neuseeland | Ice Stadium, Dunedin Zuschauer: 400 |

Spiel um Platz 3
| 22. Januar 2017 17:00 Uhr | 22. Januar 2017 5:00 Uhr | Island | 10:0 (0:0, 5:0, 5:0) Spielbericht | Neuseeland | Ice Stadium, Dunedin Zuschauer: 275 |

Finale
| 22. Januar 2017 20:30 Uhr | 22. Januar 2017 8:30 Uhr | Türkei | 2:1 (1:0, 1:1, 0:0) Spielbericht | Volksrepublik China | Ice Stadium, Dunedin Zuschauer: 350 |

### Beste Scorer
Abkürzungen: Sp = Spiele, T = Tore, V = Assists, Pkt = Punkte, +/− = Plus/Minus, SM = Strafminuten; Fett: Turnierbestwert
| Spieler            | Team                | Sp | T | V  | Pkt | +/− | SM |
| ------------------ | ------------------- | -- | - | -- | --- | --- | -- |
| Rudi Ying          | Volksrepublik China | 5  | 9 | 10 | 19  | +14 | 0  |
| Ou Li              | Volksrepublik China | 5  | 6 | 4  | 10  | +10 | 2  |
| Hakan Salt         | Türkei              | 7  | 7 | 2  | 9   | +9  | 0  |
| Deng Zemin         | Volksrepublik China | 5  | 4 | 5  | 9   | +10 | 4  |
| Ariel Kapulkin     | Israel              | 5  | 4 | 5  | 9   | +8  | 4  |
| Taylor Rooney      | Neuseeland          | 5  | 5 | 2  | 7   | −1  | 2  |
| Tom Ignatovich     | Israel              | 5  | 4 | 3  | 7   | +8  | 4  |
| Huang Qianyi       | Volksrepublik China | 5  | 4 | 3  | 7   | +2  | 8  |
| Miroslaw Wassilew  | Bulgarien           | 5  | 4 | 3  | 7   | ±0  | 14 |
| Hafþór Sigrúnarson | Island              | 5  | 3 | 4  | 7   | +6  | 20 |

### Beste Torhüter
Abkürzungen: Sp = Spiele, Min = Eiszeit (in Minuten), GT = Gegentore, Sv% = gehaltene Schüsse (in %), GTS = Gegentorschnitt, SO = Shutouts; Fett: Turnierbestwert
| Spieler               | Team                    | Sp | Min    | GT | Sv%   | GTS  | SO |
| --------------------- | ----------------------- | -- | ------ | -- | ----- | ---- | -- |
| Arnar Hjaltested      | Island                  | 2  | 120:00 | 2  | 94.74 | 1,00 | 1  |
| Raz Werner            | Israel                  | 5  | 279:51 | 11 | 92.76 | 2,36 | 1  |
| Tolga Bozacı          | Türkei                  | 5  | 240:00 | 8  | 91.75 | 2,00 | 0  |
| Maksymilian Mojzyszek | Island                  | 3  | 179:00 | 7  | 91.25 | 2,35 | 1  |
| Huang Sheng-Chun      | Republik China (Taiwan) | 5  | 206:14 | 13 | 90.08 | 3,78 | 0  |

Die meiste Eiszeit wies der Bulgare Dimitar Dimitrow mit 298 Minuten und 50 Sekunden auf, der jedoch lediglich die siebtbeste Fangquote erreichte.

### Abschlussplatzierungen
| Pl. | Team                    |
| --- | ----------------------- |
| 1   | Türkei                  |
| 2   | Volksrepublik China     |
| 3   | Island                  |
| 4   | Neuseeland              |
| 5   | Israel                  |
| 6   | Bulgarien               |
| 7   | Republik China (Taiwan) |
| 8   | Südafrika               |

### Auf- und Abstieg
| Absteiger in die Division III:                   | Australien                        |
| Aufsteiger in die Division IIB:                  | Türkei                            |
| Absteiger in die Qualifikation zur Division III: | Republik China (Taiwan) Südafrika |